# Fotboll (boll)

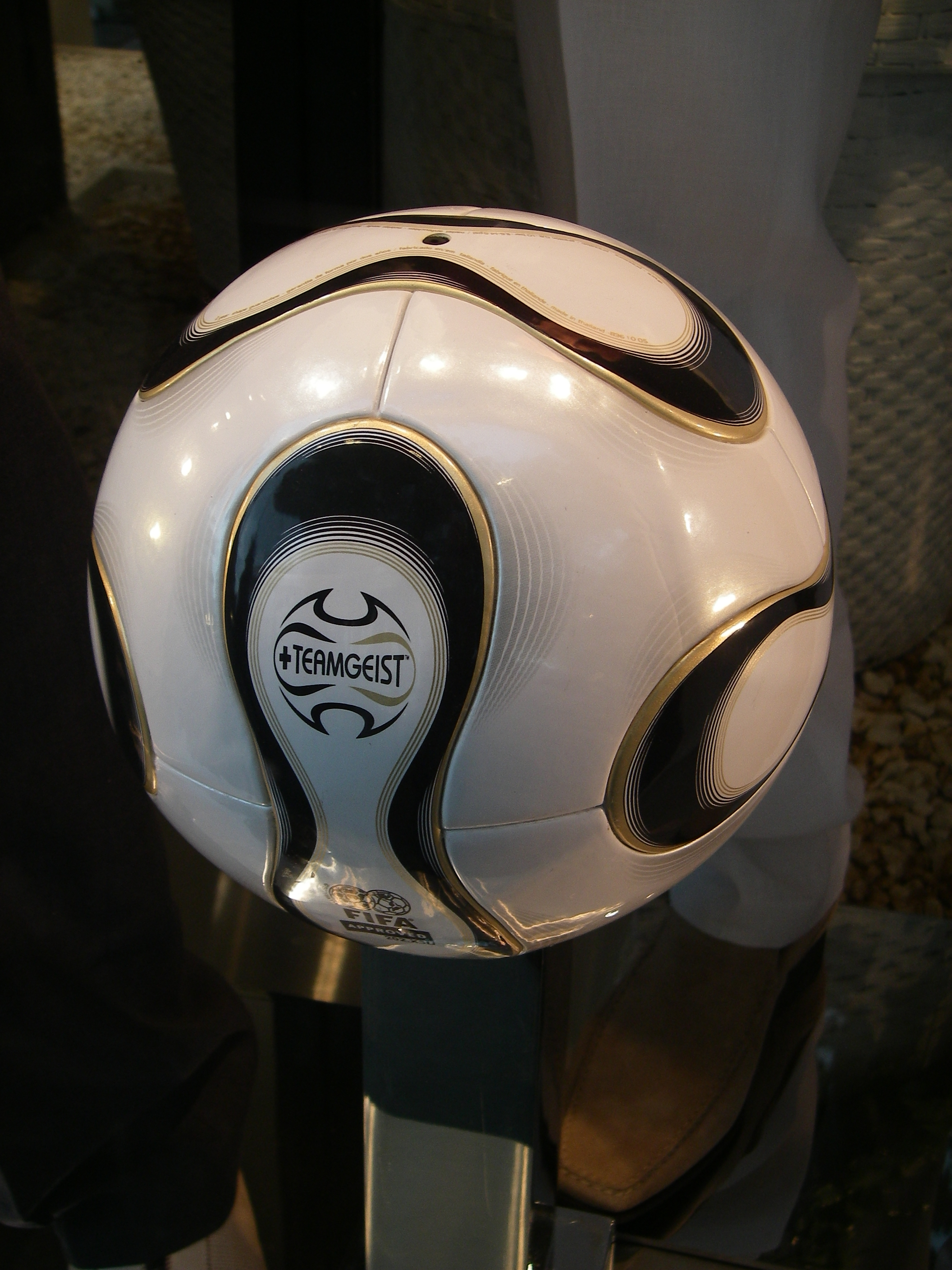
+Teamgeist, de officiella fotbollarna vid fotbolls-VM 2006 i Tyskland.

En fotboll är en boll som används för att spela fotboll. Matchbollar ska enligt Fifas regler vara luftfyllda och sfäriska till formen med en omkrets på 68 till 70 cm, en vikt på 410 till 450 gram. Lufttrycket i bollen kan vara 0,6 – 1,1 atmosfärer (600 – 1100 g/cm2).
Fotbollen är av läder, plast eller annat passande material, exempelvis vinyl. Den finns i storlek 1, 2, 3, 4 och 5, där storlek 5 används av seniorspelare, och 3 och 4 används av pojk- och flicklag i yngre åldrar. Storlek 2 används ibland av mindre barn och har en omkrets på maximalt 51 cm. Storlek 1 bollen används oftast i marknadsföringssyfte. Det finns flera mönster för fotbollar, till exempel en "stympad" ikosaeder som består av femhörningar och sexhörningar. Den ursprungliga fotbollen var tillverkad av urinblåsan från en gris och var därför oregelbunden, något som levt kvar i rugbybollen[källa behövs]. Inför Världsmästerskapet i fotboll 2010 i Sydafrika lanserade tillverkaren Adidas den omsorgsfullt framforskade bollen Adidas Jabulani, som genom bland annat tester i vindtunnel angavs vara den rundaste bollen någonsin och perfekt aerodynamiskt utformad för bästa precision. För fritidsbruk finns även bollar helt i plast.
Förutom regler för form, finns det även regler för utbyte av trasig boll:
Om bollen går sönder eller blir felaktig under matchens gång:
- stoppas matchen
- fortsätter matchen med ett nedsläpp med en ny boll från den plats där originalbollen blev felaktig, om inte spelet stoppades inom målområdet, då domaren ska göra ett nedsläpp med reservbollen på målområdeslinjen som är parallell med mållinjen på den punkt som är närmast där bollen befann sig när spelet stoppades

Om bollen går sönder eller blir felaktig när den inte är i spel vid en avspark, inspark, hörnspark, frispark straffspark eller inkast:
- fortsätter matchen på samma sätt (som om bollen ej gått sönder)